# Greenwheels
Die Greenwheels GmbH war ein Car-Sharing-Anbieter, der 1988 in Berlin zunächst als StattAuto CarSharing gegründet wurde. Damit war sie das erste Car Sharing-Unternehmen in Deutschland und Erfinderin des Namens StattAuto, der in mehreren Städten verwendet wurde. Im Jahr 2016 war Greenwheels in 22 deutschen Städten mit 330 eigenen Fahrzeugen vertreten. Zum 30. September 2022 stellte Greenwheels den Geschäftsbetrieb in Deutschland ein.

## Firmengeschichte

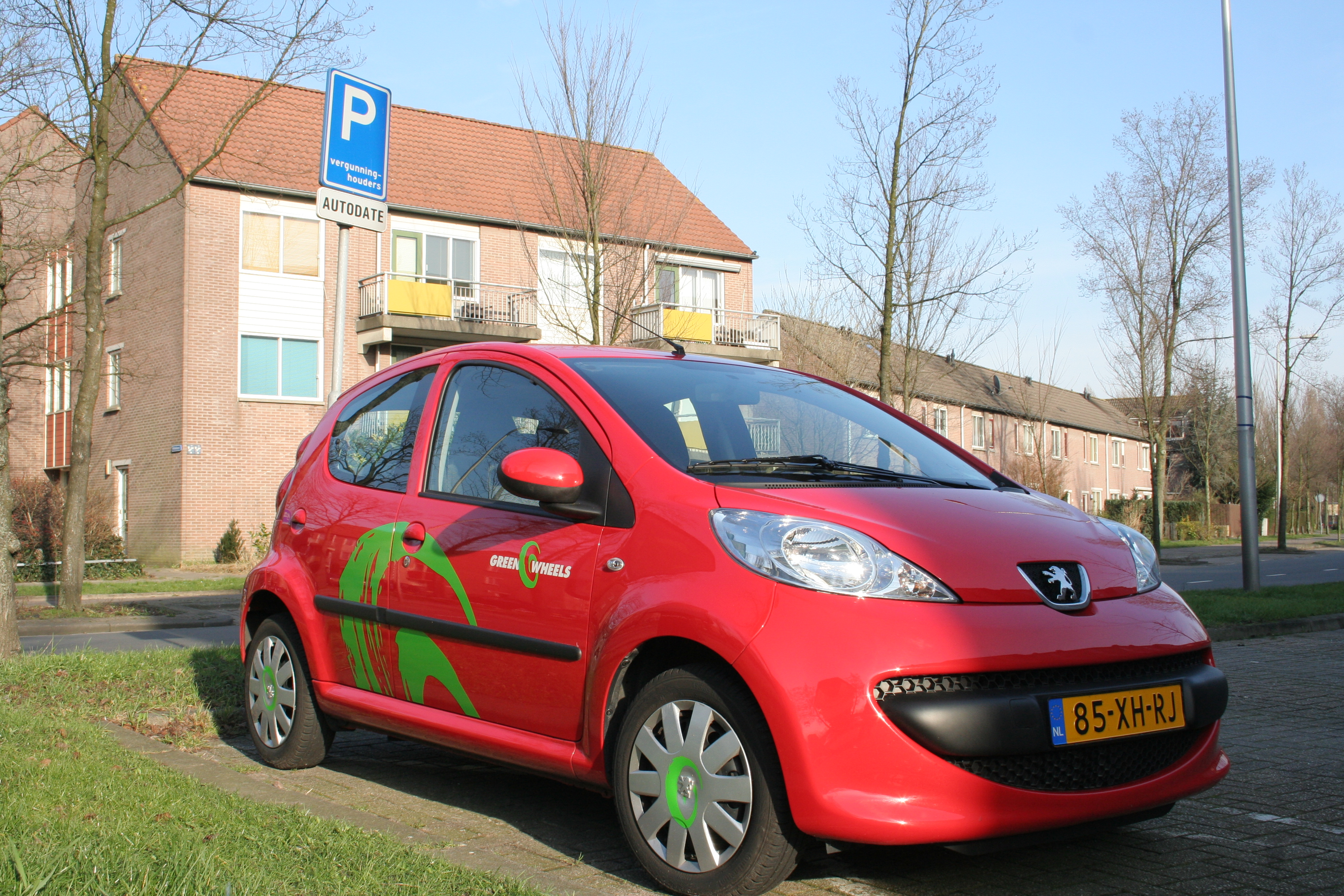
Greenwheels Peugeot 107 in Utrecht, Niederlande

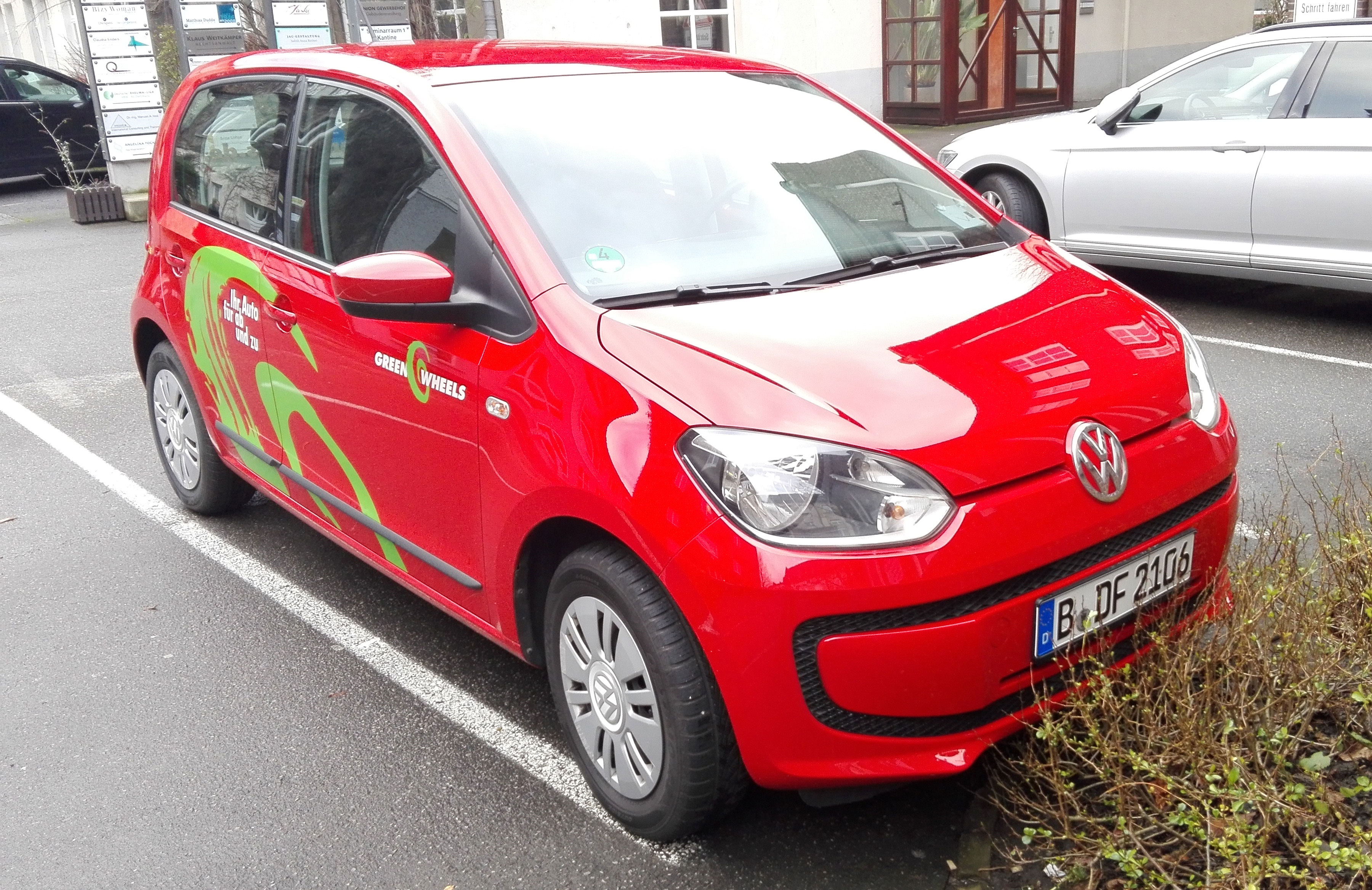
Greenwheels VW up! in Deutschland

Das Unternehmen wurde 1988 mit Markus Petersen als Geschäftsführer zunächst als StattAuto CarSharing GbR und dann als GmbH in Berlin gegründet. Es war damit das erste Car Sharing-Unternehmen Deutschlands. Anfang der 1990er Jahre stieg Petersens Bruder Carsten als Geschäftsführer in die Firma ein, die zunächst nur in Berlin tätig war. 1994 wurde in Hamburg die StattAuto Hamburger CarSharing GmbH von Bernd Kremer und Stefan Wendt-Reese gegründet, die 1998 schließlich mit der Berliner GmbH zur StattAuto CarSharing AG, und damit der ersten deutschen Aktiengesellschaft im CarSharing, fusionierte.
Bernd Kremer (1998–1999), Stefan Wendt-Reese (1998–1999) und Carsten Petersen (1998–2001) waren die ersten Vorstandsmitglieder der StattAuto CarSharing AG. Markus Petersen war bis 1999 Aufsichtsratsvorsitzender und wechselte dann in den Vorstand. Nach 2001 gab es wechselnde Vorstände.
Im Jahr 2000 geriet das Unternehmen nach einem im Jahre 1999 begonnenen Investitionskurs in eine starke finanzielle Krise, die durch den Verzicht der Kunden auf ihre Kautionen und eine Beteiligung zahlreicher deutscher CarSharing-Anbieter über die shareway AG abgewendet werden konnte. Durch ein tiefgreifendes Sanierungskonzept und die seit 2004 bestehenden Beteiligung der CollectCar B.V. (eine in den Niederlanden unter der Marke Greenwheels auftretende Gesellschaft) konnte StattAuto dennoch gerettet werden.
Seit Ende Dezember 2005 gehört die StattAuto CarSharing AG zu 100 % der CollectCar B.V. Im März 2006 wurde die Berliner Tochtergesellschaft in Greenwheels AG umbenannt. Nachdem die niederländische Muttergesellschaft Anfang 2006 die vornehmlich in West- und Süddeutschland agierende ShellDrive Deutschland GmbH übernommen hatte, begannen grundlegende Restrukturierungsmaßnahmen, an deren Ende die Eingliederung der bei der Übernahme in Greenwheels GmbH umbenannten ShellDrive Deutschland (November 2006) in die Greenwheels AG und die Umfirmierung der gesamten Firma in Greenwheels GmbH (Dezember 2006) stand. Damit bildete Greenwheels einen der größten CarSharing-Anbieter Deutschlands, mit 20.000 Kunden und über 500 Fahrzeugen in 7 Bundesländern, darunter Berlin, Hamburg, Sachsen, Bayern und diverse Städte in Nordrhein-Westfalen. Bei einem Carsharing-Test der Stiftung Warentest im Jahr 2012 gehörte Greenwheels mit der Note "Gut" (1,8) zu den Testsiegern.
Im April 2013 wurde bekannt, dass ein Konsortium aus der Volkswagen Financial Services AG (60 %) und dem niederländischen VW-Importeur und Mobilitätsanbieter Pon Holdings B.V. (40 %) die CollectCar B.V. (und damit auch Greenwheels) übernommen hat. Im August 2015 testete der ADAC in Berlin greenwheels als "günstigster in Berlin getesteter Anbieter".
Anfang 2016 wurde das Carsharingunternehmen QuiCar der Volkswagen Leasing GmbH aus Hannover übernommen, das seinen Betrieb zum 1. April 2016 einstellte. Greenwheels führte anschließend 60 der Quicar-Stationen weiter und besetzte sie mit 80 Fahrzeugen der Typen VW up!, VW Golf Variant der 5. Generation und VW Caddy.
Seit August 2018 arbeitet Greenwheels mit Europas größter Carsharing Plattform Drivy zusammen. Mit 300 Fahrzeugen in Berlin werden Drivy und Greenwheels gemeinsam zum drittgrößten Carsharinganbieter in Berlin nach Car2Go und DriveNow.
Greenwheels stellte zum 30. September 2022 den Geschäftsbetrieb in Deutschland ein. Der VW-Konzern konzentriert sich laut eigener Aussage nur noch auf das Free-Floating-Angebot von vollelektrischen Fahrzeugen über seine Marke WeShare im deutschen Markt.

## StattAuto Berlin e.V.
Zur Geschichte der Berliner GmbH und der StattAuto CarSharing AG gehört auch der StattAuto Berlin e. V., ein Verein, der den Kontakt zwischen Firma und Kunden bzw. Aktionären sicherstellen sollte und von Markus und Carsten Petersen initiiert wurde. Die Funktion wurde über den Aufsichtsrat zusammen mit dem Hamburger Verein auch in der AG sichergestellt. Im Jahr 2006 ging der Verein in den Verkehrsclub Deutschland (VCD) auf, in diesem Rahmen widmet er sich allgemeinen verkehrspolitischen Themen.

## StattAuto Hamburg e.V.
In Hamburg wurde der CarSharing Betrieb 1991 von Stattauto Hamburg e. V. ins Leben gerufen. Aufgrund des starken Wachstums wurde der Geschäftsbetrieb 1995 aber an die Hamburger GmbH unter Leitung von Bernd Kremer und Stefan Wendt-Reese übergeben. Der Verein vertrat aber über den Aufsichtsrat der GmbH weiter die Interessen der Kunden. Im Jahr 2001 wurde der Verein aufgelöst.